# Пирас
Пираз (др.-греч. Πύρασος; Πύρρασος) — древнегреческий город и полис (город-государство) во Фтии в древней Фессалии, упомянутый Гомером в «Илиаде», в каталоге кораблей, наравне с Фелакой и Итоном как находившийся под властью Протесилая и имевший храм Деметры. Пираз находился на берегу Пагасейского залива, на расстоянии 20 стадий от Фив Фтиотидских, и имел хорошую гавань. Он исчез во времена Страбона (начало I века н. э.), когда его жители перебрались в соседнее место, носившее название Деметриум или Деметрион (Δημήτριον), происходившее от храма Деметры, о котором говорил Гомер, и которое Страбон описал как удалённое на два стадия от Пираза.
В начале Пелопоннесской войны Пираз был одним из городов Фессалии, который оказывал помощь афинянам.
В конце IV века до нашей эры Пираз был объединён (синойкизм) с соседними городами: Филакой и Фивами Фтиотидскими, образовав полис. Новое образование получило название Фивы Фтиотидские и стало главным городом ахейской Фтиотиды, пока не присоединилось к Этолийскому союзу в конце III века до н. э. Профессор Джон Грейнджер из Бирмингемского университета сделал вывод, основываясь на свидетельствах, касающихся избрания мужчин из Фив Фтиотидских на должность в Этолийском союзе, что город стал его членом в 220-х годах до н. э..
До основания Деметриады Деметрием I Полиоркетом Пираз служил главным портом Пагасетского залива. Он был разрушен в 217 году до н. э. войском Филиппа V Македонского, а его жители были порабощены. Город стал македонской колонией.
Место расположения античного Пираза находится в пределах Неа-Анхиалоса. Единственные раскопки, которые были проведены на холме Магула, древнем акрополе, к юго-востоку от Неа-Анхиалоса, показали, что это место было заселено начиная с неолита (VI тысячелетие до н. э.) рыбаками и земледельцами. На вершине холма Штелин обнаружил окружённый стенами круг, покрытый византийскими руинами, а у его подножия — другие подобные стены. Археологические находки были редки. Рука большой статуи, которая была обнаружена в 1965 году, была приписана Деметре. Возможно, самой важной находкой стал небольшой фрагмент древнего эпиграфа, обнаруженный в развалинах большой базилики D, с надписью «Пираз», что подтверждает определение местоположения этого города.